# Le sorprese del vagone letto
Le sorprese del vagone letto è un film del 1940 diretto da Gian Paolo Rosmino.

## Trama
Un avvocato diretto in treno a Milano cede una delle cuccette della sua cabina-letto a una ragazza, che egli crede la cugina di un suo amico. Durante il viaggio si innamora di lei e, una volta a destinazione, si precipita dall'amico per poterla rivedere. Qui però lo attende una sorpresa: la ragazza che ha conosciuto non è la cugina ma una cantante di varietà. Per una serie di equivoci, si compromette fino ad essere costretto a chiedere la mano della vera cugina del suo amico, ma alla fine riesce a districarsi dall'imbroglio e a sposare la cantante.